# Parafia św. Michała Archanioła w Porozowie
Parafia św. Michała Archanioła w Porozowie – rzymskokatolicka parafia znajdująca się w Porozowie, w diecezji grodzieńskiej, w dekanacie Wołkowysk, na Białorusi. Parafię prowadzą franciszkanie konwentualni z Prowincji Matki Bożej Niepokalanej w Warszawie.
Parafia posiada trzy kaplice filialne:
- pw. NMP Matki Miłosierdzia w Nowosiółkach, zbudowaną w 1992, konsekrowaną w 1998.
- pw. Matki Bożej Częstochowskiej w Studzienikach, zbudowaną w 1994, konsekrowaną w 1998.
- pw. św. Maksymiliana Kolbe w Szuryczach, konsekrowaną w 1998.

## Historia
Pierwszy drewniany kościół został wzniesiony w r. 1460 przez Jana Rymwida, p. w. Narodzenia Najśw. Marii Panny oraz śś. Piotra i Pawła Apostołów i śś. Wojciecha i Jerzego męczenników. O jego wyglądzie brak wiadomości, zapewne był drewniany, podobnie jak kolejny, opisany w r. 1633, z przylegającą od pd. kaplicą Matki Boskiej, nowo wówczas zbudowaną kosztem Elżbiety Massalskiej. Znajdować się w nim miały trzy ołtarze: główny fundacji Zofii Hulikowej, poświęcony w r. 1618, z obrazem Koronacja Marii, oraz dwa boczne - stary i nowo sprawiony - oba z obrazami Matki Boskiej.  Kościół ten przetrwał do r. 1668, kiedy określono go jako stary.  Zapewne jeszcze w tym samym roku, lub niewiele później został ukończony budujący się już wówczas nowy, o którym bp Mikołaj Słupski zapisał w r. 1675, że jest „wielkim kosztem i wspaniałej struktury wzniesiony przez ks. Benedykta Żuchorskiego, kustosza wileńskiego”.
Następny kościół, wystawiony w r. 1715 przez Jana Jankowskiego, dziekana różańskiego i Kazimierza Krupowicza, plebana porozowskiego, został w r. 1732 poświęcony przez biskupa Józefa Michała Karpia p.w. Wniebowzięcia Marii Panny. Był drewniany, długości 30 m, z dwiema wieżami w fasadzie i pobitą blachą wieżyczką na sygnaturkę. We wnętrzu znajdowały się trzy dwukondygnacyjne, snycerskie ołtarze, srebrzone i złocone. Ołtarz gł. z rzeźbami św. Piotra i św. Pawła, w polu środkowym umieszczony był obraz Wniebowzięcie Najśw. Marii Panny, ze złoconym napisem: „Ave Maria gratia plena”, podtrzymywany przez srebrzone rzeźby aniołów.
Kościół ten spłonął w r. 1767, podczas pożaru miasteczka. W r. 1769 staraniem proboszcza ks. Jerzego Cywińskiego i Antoniego Kazimierza Tyszkiewicza, generała wojsk W. Ks. Lit. oraz z pomocą parafian wystawiono czwartą już na tym miejscu, drewnianą świątynię, która otrzymała wezwanie ŚŚ. Piotra i Pawła Apostołów. Była ona „struktury wyniosłej”, z wieżą zwieńczoną hełmem z krzyżem, kryta gontem, na kamiennym podmurowaniu, z dwiema murowanymi kryptami, będącymi miejscem pochówku Zawiszów, rejentów trockich. Z opisu z r. 1784 wynika, że w dolnej kondygnacji fasady stały na postumentach figury św. Piotra i św. Pawła, wieża malowana była na czerwono i zielono. Ołtarz gł. stolarskiej roboty, „na optykę” malowany, dwukondygnacyjny, ujęty w bramki, na których stały konturowo wycinane z deski, malowane figury św. Piotra i św. Pawła, z obrazem Trójcy Św. w polu gł. i Opatrzności Boskiej w asyście aniołów z trybularzami, w drugiej kondygnacji.
Kościół spalił się 12 V 1797 od uderzenia pioruna. Na jego miejscu postawiona została drewniana kaplica ofiarowana przez Wincentego Tyszkiewicza, referendarza lit., do której nakładem plebana Tadeusza Adamowicza dobudowano szopę z zakrystią. Kaplica dorównywała niemal wielkością dawnemu kościołowi, pod zachowaną ze spalonego kościoła ceglaną posadzką nadal istniały dwie krypty.
23 VI 1819 administrację parafii porozowskiej objął ks. Michał Grabowiecki, który został zobowiązany do wystawienia nowego kościoła. W tym samym roku sprowadził architekta Marcina Ciunkiewicza dla przygotowania specyfikacji materiałów „na wymurowanie kościoła porozowskiego w wielkości i strukturze takiej, jak parafialny roski”, a w r. 1820 zawarł z nim kontrakt na budowę, dostarczając opracowany przez siebie rysunek. Zasadniczą część kosztów poniósł sam proboszcz oraz miejscowi ziemianie: Ksawery i Tomasz Zawiszowie. 29 IX 1828 dziekan wołkowyski ks. Ignacy Tarwid poświęcił kościół pod nowym wezwaniem. Św. Michała Archanioła. W ołtarzu gł. znajdowała się wówczas rzeźba Chrystus Ukrzyżowany  (zdaniem wizytatora „nędznej i niezgrabnej roboty”), a dwa ołtarze boczne w dolnych kondygnacjach mieściły obrazy: Św. Tekli (ołtarz pn.) oraz Niepokalanego Poczęcia Najśw. Marii Panny (ołtarz pd.), a w górnych Matki Boskiej, z których jeden w srebrnej sukience (zapewne bracki). Po dokonanej w r. 1832 kasacie okolicznych klasztorów kościół porozowski wzbogacił się o wartościowe elementy wyposażenia przewiezione m.in. z kościoła kanoników laterańskich w Krzemienicy i kościoła franciszkanów w Łopienicy.
W latach międzywojennych parafia leżała w archidiecezji wileńskiej, w dekanacie Wołkowysk.
W latach 1958–1988 w parafii nie było kapłana. 1 maja 1990 administrator apostolski diecezji mińskiej bp Tadeusz Kondrusiewicz powierzył parafię franciszkanom.

## Architektura
Kościół położony jest w pn. części wsch. pierzei danego rynku, na obszernej prostokątnej parceli otoczonej murem z bramą-dzwonnicą. Orientowany, murowany z kamienia łączonego szerokimi fugami ozdobnej zaprawy z drobnymi kamykami kwarcu, podziały i obramienia otworów tynkowane, bielone. Na rzucie prostokąta, czteroprzęsłowy, z nową prostokątną przybudówką (przedsionkiem zakrystii pn.). Wnętrze kryte odeskowanym stropem. Prezbiterium wyodrębnione przez niskie, sięgające połowy wysokości nawy zakrystie. Elewacje opięte na narożach i dzielone toskańskimi pilastrami na cokołach, zwieńczone  belkowaniem z gładkim fryzem, który tylko w fasadzie jest wypełniony tryglifami i metopami. Fasada nieco niższa od szczytowej ściany nawy, płaska, trójosiowa, w formie ślepego czteropilastrowego portyku o trójkątnym, tynkowanym naczółku, w tympanonie koliste okienko w profilowanej opasce, pod nim prawie już niewidoczny czerwony napis: BÓG NASZĄ UCIECZKĄ. W prawym przęśle, na wysokości cokołu pilastrów, wyróżniający się ciemniejszym kolorem kamień z rytym napisem: 1828 | X.W.S. Elewacje boczne czteroosiowe. Dach kryty blachą, dwuspadowy, na kalenicy nad prezbiterium niewielka, ośmioboczna wieżyczka na sygnaturkę, zwieńczona krzyżem.

## Zagadnienia artystyczne
We wstępnym projekcie kościół miał być wymurowany na wzór kościoła w Rosi. Nie wiadomo dlaczego zrezygnowano z tej opcji – może zatrudniony do budowy architekt nie poradziłby sobie z taką budowlą więc zdecydowano się na wystawienie kościoła o znacznie prostszej bryle. Prawdopodobniejszym jest jednak brak dostatecznych funduszy na taką budowę – z tego powodu wystawienie istniejącego kościoła o niezbyt skomplikowanej formie przeciągnęło się (już podczas trwania prac zdecydowano się obniżyć mury) i poświęcenie nastąpiło dopiero w r. 1828.
Podstawowy budulec kościoła porozowskiego – zastosowany według zaleceń proboszcza Grabowieckiego – to kamienie polne i kawałki kwarcu zatopione w zaprawie. Nieregularna faktura elewacji w zestawieniu z gładkim, białym tynkiem detali – pilastrów, obramień okien i drzwi - była charakterystyczna dla wileńskiej architektury sakralnej od pocz. w. XIX. To proste, a zarazem efektowne rozwiązanie spotyka się tu bardzo często, m.in. w kościołach w Hożej, Rukojniach czy Żołudku. Wykorzystywane jest także przy tzw. „małej architekturze” - w podobny sposób budowane były dzwonnice, np. w Strubnicy czy Gieranonach.
Zatrudniony przez proboszcza Grabowieckiego Marcin Ciunkiewicz nie jest uchwytny w literaturze i nie występuje w dostępnych słownikach architektów. Być może był spokrewniony z Janem Aleksandrem Ciunkiewiczem (1799-1847), budowniczym obwodu kujawskiego a następnie radomskiego, który w r. 1829 przebudował stary pawilon oraz projektował nowy dla pomieszczenia alumnatu przy seminarium we Włocławku. Architekt zatrudniony w Porozowie nie był wybitny. Postawiona przez niego bryła kościoła jest nieskomplikowana i nie wymagała od budowniczego wielkiej inwencji twórczej, choć być może był to zamierzony przez proboszcza efekt a Ciunkiewicz skrupulatnie wykonywał zlecenie. Podobnie dzwonnica-brama stojąca przed fasadą, przy budowie której ponownie zatrudniono budowniczego kościoła. Jest ona przykładem prostej budowli, której „swojskość” potęguje nierówno położony tynk i gruba pobiała.